# FC Le Mont
FC Le Mont is een Zwitserse voetbalclub uit Le Mont-sur-Lausanne in het kanton Vaud. De club werd in 1942 opgericht.

## Geschiedenis
In 2009 promoveerde de club naar de Challenge League, maar degradeerde na één seizoen terug naar de 1. Liga.
In 2014 promoveerde Le Mont opnieuw naar de tweede klasse en promoveerde daarmee voor het tweede jaar op rij. Het stadion van de club voldeed echter niet aan de eisen van de Zwitserse voetbalbond, waardoor de club drie seizoenen lang uitweek naar het stadion Sous-Ville in Baulmes. 
In het laatste seizoen eindigde Le Mont weliswaar als negende, maar het trok zich vrijwillig terug vanwege de strenge licentie-eisen. Daarna begon men opnieuw in de laagste Zwitserse voetbalklasse.

## Eindklasseringen
| Seizoen   | №  | Clubs | Divisie          | Duels | Winst | Gelijk | Verlies | Doelsaldo | Punten | Tsch |
| --------- | -- | ----- | ---------------- | ----- | ----- | ------ | ------- | --------- | ------ | ---- |
| 2009–2010 | 15 | 16    | Challenge League | 30    | 8     | 3      | 19      | 30–56     | 27     | 344  |
| 2013–2014 | 1  | 15    | Promotion League | 28    | 16    | 5      | 7       | 49–36     | 53     | ??   |
| 2014–2015 | 7  | 10    | Challenge League | 36    | 10    | 9      | 17      | 39–56     | 39     | 561  |
| 2015–2016 | 9  | 10    | Challenge League | 34    | 7     | 11     | 16      | 36–50     | 32     | 518  |
| 2016–2017 | 9  | 10    | Challenge League | 36    | 8     | 11     | 17      | 31–54     | 35     | 637  |